# Zemunik Donji
Zemunik Donji – wieś w Chorwacji, w żupanii zadarskiej, w gminie Zemunik Donji. W 2011 roku liczyła 1540 mieszkańców.